# معهد العلوم الهندسية في تولون وفار
معهد العلوم الهندسية في تولون وفار (بالفرنسية: L'institut des sciences de l'ingénieur de Toulon et du Var)، كان مدرسة مهندسين عامة فرنسية داخلية لجامعة تولون، أُنشىء في عام 1991، تحول المعهد فيما بعد إلى مدرسة المهندسين بجامعة تولون. كان موقع المعهد في الحرم الجامعي لا جارد لجامعة تولون وفار. 

## التخصصات
بالإضافة إلى المواد الأساسية المشتركة (الاتصالات واللغات وإدارة المشاريع)، يخضع الطلاب لاختبار تنافسي في أحد التخصصات الهندسية الثلاث (البحرية والمواد والاتصالات) التي يقدمها المعهد:

### الهندسة الرياضية
تهدف الهندسة الرياضية إلى توفير التدريب على تطوير ودراسة وبرمجة الكمبيوتر للطرق الرقمية لحل المشكلات الرياضية: المعادلات التفاضلية، التحسين، طرق مونت كارلو. مع إمكانية الحصول على دبلوم مزدوج من جامعة كرانفيلد.

### هندسة بحرية
تركز الهندسة البحرية على مجالات مثل ميكانيكا الموائع، والديناميكا المائية، وعلم المحيطات الفيزيائي، وميكانيكا التربة، وميكانيكا المواد، والتآكل، والروبوتات تحت الماء، والصوتيات، والبصريات تحت الما. مع إمكانية الحصول على دبلوم مزدوج من جامعة كرانفيلد (ماجستير العلوم البحرية وتكنولوجيا المحيطات) ومع مدرسة البوليتكنيك بجامعة ساو باولو.

### هندسة المواد
تدرب هندسة المواد في مجالات مثل سلوك المواد، والكيمياء الفيزيائية، والتآكل، والبحث والتطوير، وميكانيكا المواد. مع إمكانية الحصول على دبلوم مزدوج من جامعة كرانفيلد (ماجستير العلوم في المواد المتقدمة أو ماجستير العلوم في الأنظمة الدقيقة وتكنولوجيا النانو) ومع مدرسة البوليتكنيك بجامعة ساو باولو.
بالإضافة إلى ذلك، منذ عام 2002، تم تقديم التدريب العملي والدراسي في هندسة المواد. تتوفر ثلاثة خيارات أثناء التدريب على العمل والدراسة: الطيران والصناعات البلاستيكية والنووية.

### هندسة الاتصالات
تركز هندسة الاتصالات على مجالات مثل علوم الكمبيوتر، والشبكات، والبيانات ونقلها، والاستشعار عن بعد، والتعرف على الأنماط، والرادار، والسونار.

## الدرجات المزدوجة والعلاقات الدولية
في السنة الثالثة، تتوفر إمكانية إعفاء الطلاب من جزء من دورة الهندسة لمتابعة الماجستير 2 بهدف الحصول على درجة مزدوجة وتوجيه بحثي. في تولون، يمكن الحصول على درجة الماجستير في الرياضيات (الرياضيات أو الإشارة أو الفيزياء التطبيقية)، بالإضافة إلى درجة الماجستير في البحار والبيئة والأنظمة. من الممكن الحصول على درجة الماجستير في مرسيليا ونيس (الميكانيكا الرقمية، ماجستير من مدرسة المناجم في باريس).
تم تطبيق برامج الشهادات المزدوجة مع جامعة كرانفيلد ومع مدرسة البوليتكنيك بجامعة ساو باولو منذ عام 2009 الممكن أيضًا قضاء فصل دراسي في كلية الفنون التطبيقية في تورينو.

## تطور المدرسة
اندمج المعهد مع فرع المعهد باريس العالي للميكانيكا بتولون في يناير 2014 لتشكيل مدرسة هندسة جديدة تسمى مدرسة المهندسين بجامعة تولون. وتم تشييد مبنى جديد لتوسيع حرم المعهد الحالي في موقع لا غارد، فار.

## الجمعيات والأندية
- مكتب الطلاب
- المكتب متعدد الأنشطة
- فريق المعهد للإبحار الفائز بنسخ 2003 و2009 و2010 و2012 و2013 من سباي دوفين
- جونيور إليبس
- مهندسون بلا حدود تولون
- مكتب الفنون
- مكتب الرياضة
- نادي المسرح
- إيدانس (نادي الرقص)
- رابطة خريجي الهندسة

## روابط خارجية
- موقع المعهد نسخة محفوظة 12 يونيو 2023 على موقع واي باك مشين.
- موقع سي تك